# Aglossa exsucealis
Aglossa exsucealis is een vlinder uit de familie snuitmotten (Pyralidae). De wetenschappelijke naam is voor het eerst geldig gepubliceerd in 1863 door Lederer.
De soort komt voor in Europa.